# Église Notre-Dame-de-la-Fosse
L'église Notre-Dame-de-la-Fosse est une église catholique située à La Chapelle-Neuve, en France.

## Localisation
L'église est située dans le département français du Morbihan, sur la commune de La Chapelle-Neuve.

## Historique
L'édifice est classé au titre des monuments historiques par arrêté du 20 septembre 1945.

## Architecture

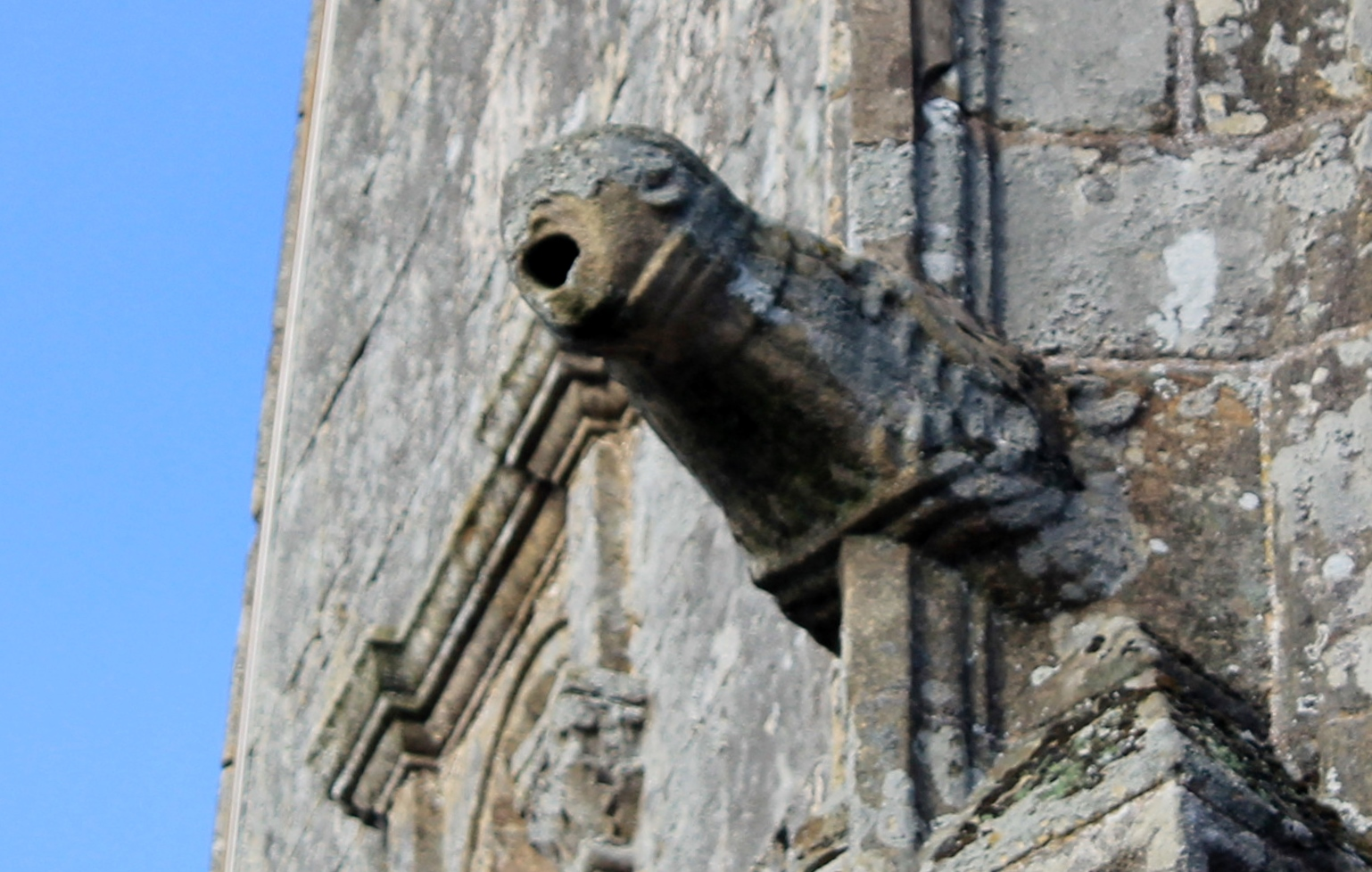
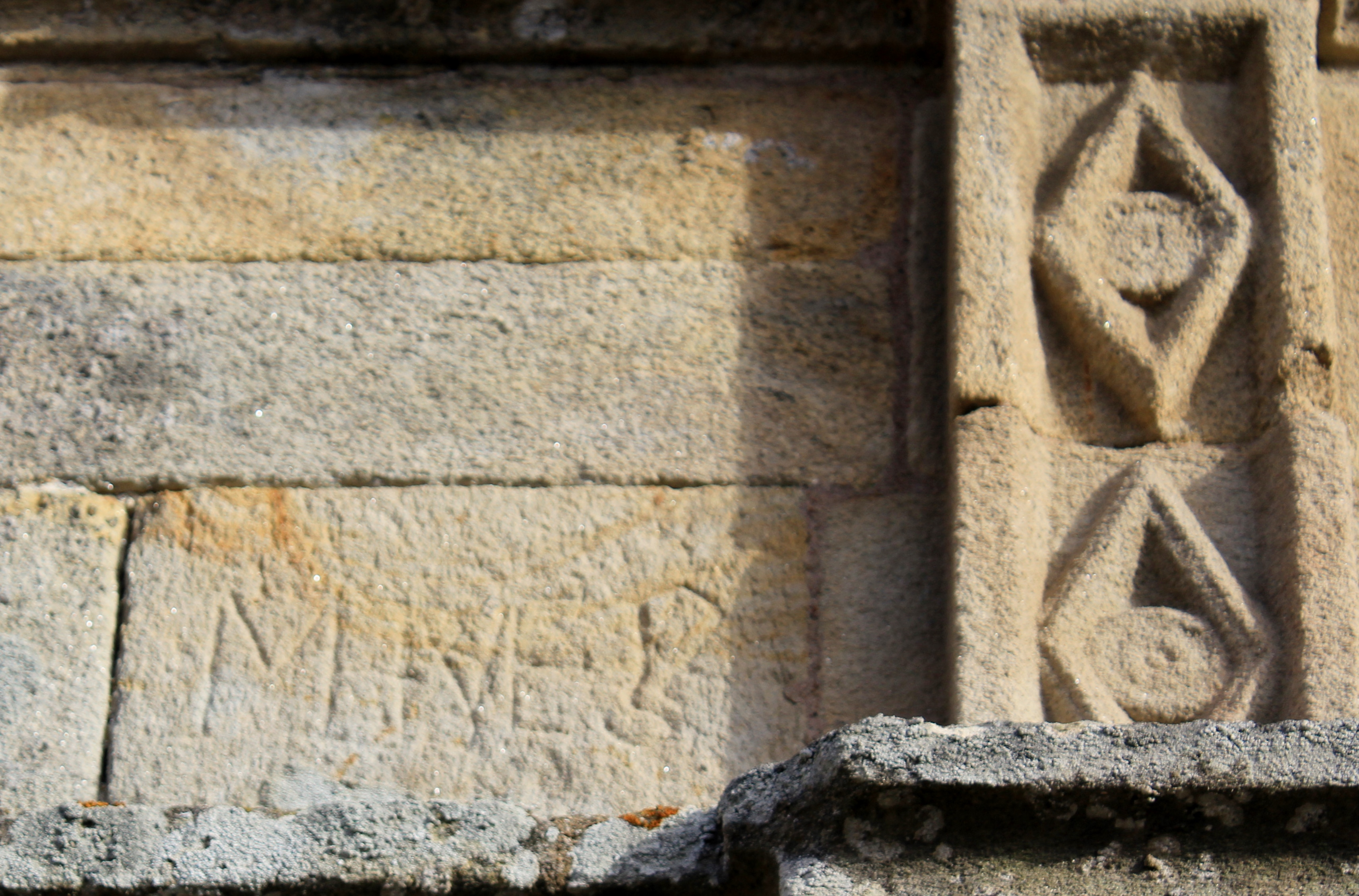
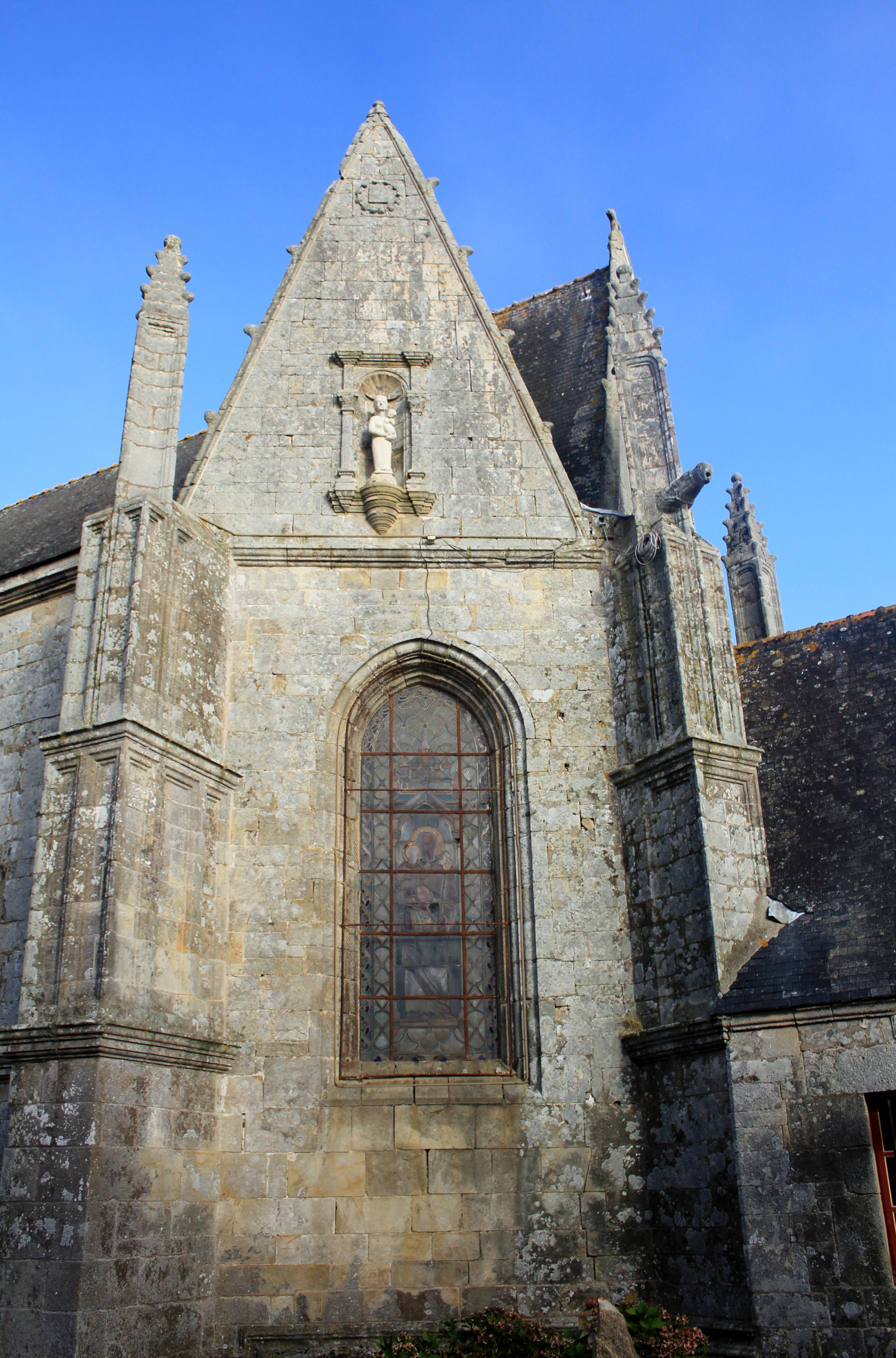
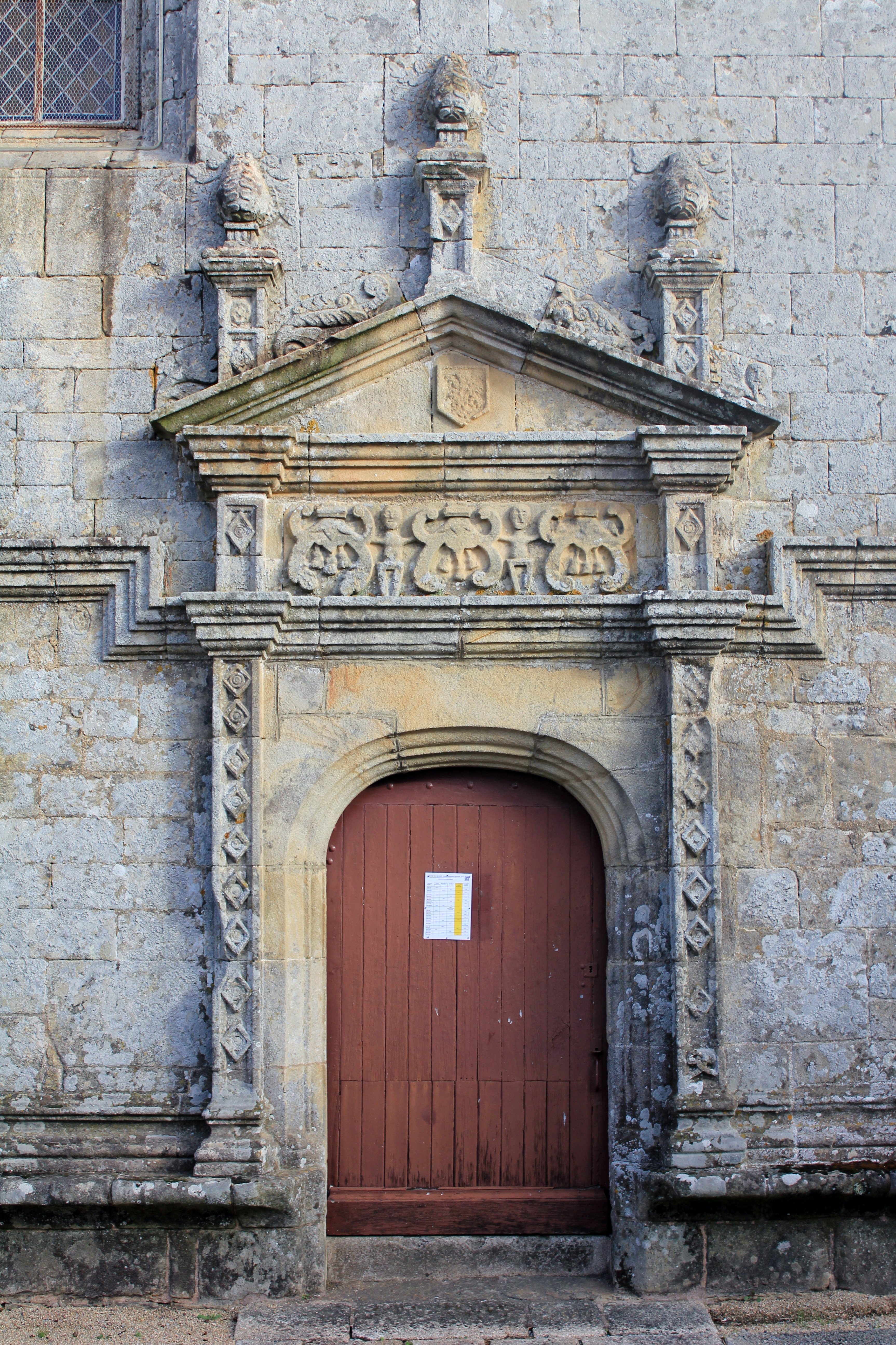